# Неліпіно
Неліпіно — пасажирський зупинний пункт Ужгородської дирекції Львівської залізниці.
Розташований у селі Неліпино Мукачівського району Закарпатської області між зупинним пунктом Сасівка та станцією Свалява.